# Lothar Hause
Lothar Hause, född 22 oktober 1955 i Lübbenau, Tyskland, är en östtysk fotbollsspelare som tog OS-silver i fotbollsturneringen vid de olympiska sommarspelen 1980 i Moskva.

### Fotnoter
1. ↑  http://www.sports-reference.com/olympics/summer/1980/FTB/mens-football.html Arkiverad 6 oktober 2014 hämtat från the Wayback Machine. Herrarnas fotbollsturnering vid sommar-OS 1980 på Sports-reference.com